# Frederik
Frederik er et drengenavn, der i dansk anvendelse er lånt fra tysk, selv om det første led, "Fred" stammer fra det oldnordiske ord "friðr" (fred), mens andet led, "Erik" kommer fra det olddanske ord "Æinrikr" (enehersker). Frederik betyder derfor noget i retning af "Fredshersker".
Varianter, der også anvendes på dansk, omfatter Frederic, Frédéric, Frederich, Frederick, Fredrik, Friederich og Friedrich. Desuden forekommer navnet ofte sammen med andre navne, som det kendes fra kongelige og adelige.

## Kendte personer med navnet

### Kongelige
- Frederik 1.
- Frederik 2.
- Frederik 3.
- Frederik 4.
- Frederik 5.
- Frederik 6.
- Frederik 7.
- Frederik 8.
- Frederik 9.
- Frederik 10.

Også i en række andre lande har man haft kongelige med (variationer over) navnet Frederik, f.eks.:
- Frederik Barbarossa, tysk-romersk kejser
- Frederik Wilhelm 3. af Preussen

### Andre kendte
- Fredrik Bajer, dansk pacifist og modtager af Nobels fredspris 1908.
- Fredrik Berglund, svensk fodboldspiller.
- Frederik Borgbjerg, dansk socialdemokratisk politiker.
- Frédéric Chopin, polsk komponist.
- Johan Frederik Classen, dansk godsejer og industrimand.
- Frederik Dreier, dansk samfundskritiker.
- Friedrich Engels, tysk socialistisk teoretiker.
- Frederik Fetterlein, dansk tennisspiller.
- Frederick Forsyth, britisk forfatter.
- Nicolaj Frederik Severin Grundtvig, dansk præst og digter.
- Georg Wilhelm Friedrich Hegel, tysk filosof.
- Georg Friedrich Händel, tysk komponist.
- Frederik Jensen, dansk skuespiller.
- Friedrich Kuhlau, dansk komponist.
- Fredrik Ljungberg, svensk fodboldspiller.
- Frederik Magle, dansk komponist og organist
- Friedrich Nietzsche, tysk filosof.
- Frederik Paludan-Müller, dansk forfatter.
- Christian Frederik von Schalburg, dansk nazist.
- Frederik Læssøe Smidth, dansk grundlægger.
- Johann Friedrich Struensee, tyskfødt, dansk læge.

### Frederik ...
Se også nogle øvrige ofte forekommende navnekombinationer:
- Frederik Christian
- Frederik Carl/Karl
- Carl/Karl Frederik
- Christian Frederik
- Johan Frederik

## Navnet anvendt i fiktion
- Den lille frække Frederik er et af Halfdan Rasmussens kendte digte, der også er blevet til en populær børnesang.
- Frederick (Kammerat Napoleon)- en figur i romanen Kammerat Napoleon

## Øvrige anvendelser
På grund af navnets flittige brug som kongenavn er mange stednavne i Danmark afledt af Frederik. Det gælder blandt andet:
- Fredericia (Frederik 3.)
- Frederiks (Frederik 5.)
- Frederiks Kirke (Frederik 5.)
- Frederiksberg (Frederik 4.)
- Frederiksberg Slot (Frederik 4.)
- Frederiksborg (Frederik 2.)
- Frederiksborg Slot (Frederik 2.)
- Fort Frederiksborg, fort på Den danske Guldkyst
- Frederiksdal (Frederik 3.)
- Frederikshavn (Frederik 6.)
- Frederiksholm
- Frederikshåb (Grønland – Frederik 5.)
- Frederiksnagore (Indien – Frederik 5.)
- Frederiksort (Frederik 5.)
- Frederiksstaden (Frederik 5.)
- Frederikssund (Frederik 3.)
- Frederiksværk (Frederik 5.)
- Frederiksø (Frederik 4.)

Endvidere er flere bygningsværker som broer, hoteller og skoler samt navne på skibe afledt af Frederik.
Udenfor Danmark:
- Frederick, Maryland - en by i Maryland

| Fornavne | Spire Denne artikel om et fornavn er en spire som bør udbygges. Du er velkommen til at hjælpe Wikipedia ved at udvide den. |